# Reino Ragnar Lehto

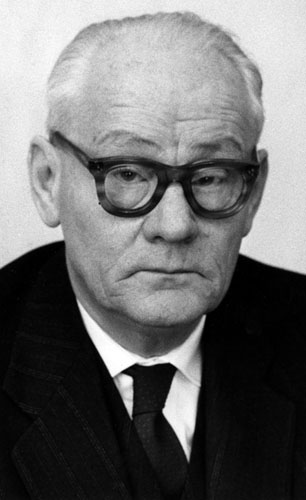

Reino Ragnar Lehto (* 2. Mai 1898 in Turku; † 13. Juli 1966 in Helsinki) war ein finnischer Politiker und Ministerpräsident.
Nach dem Studium der Rechtswissenschaften war er von 1922 bis 1932 als Rechtsanwalt in Turku und später als Notar tätig. Er war 28 Jahre lang, von 1936 bis 1964, Staatssekretär (kansliapäällikkö) des finnischen Ministeriums für Handel und Industrie.
Nach dem Rücktritt von Ministerpräsident Ahti Karjalainen war er vom 18. Dezember 1963 bis zum 12. September 1964 Ministerpräsident einer Übergangsregierung, die aus einem parteilosen Beamtenkabinett bestand. Anschließend war er vom 18. September 1964 bis zu seinem Tod am 13. Juli 1966 Landeshauptmann der Provinz Uusimaa (Nyland).

## Biographische Quellen und Hintergrundinformationen
- Lehto, Reino Ragnar auf der Seite der finnischen Regierung (finnisch)
- Ministerliste des Kabinetts Letho (1963-1964) auf der Seite der finnischen Regierung (finnisch)
- Biographie von Reino Ragnar Lehto (finnisch, kostenpflichtig)

| Personendaten    | Personendaten        |
| ---------------- | -------------------- |
| NAME             | Lehto, Reino Ragnar  |
| KURZBESCHREIBUNG | finnischer Politiker |
| GEBURTSDATUM     | 2. Mai 1898          |
| GEBURTSORT       | Turku                |
| STERBEDATUM      | 13. Juli 1966        |
| STERBEORT        | Helsinki             |